# Јован II Бугарски
Јован II Бугарски (буг. Йоан II; умро пре 1330) је био бугарски цар од 1298. до 1299. године. Припадао је династији Смилец.

## Биографија
Јован је био син бугарског цара Смилеца (1292-1298) и Смилецине. Свога оца нследио је на престолу 1298. године. Регентску власт преузела је његова мајка, ћерка Константина Палеолога, односно нећака византијског цара Михаила VIII Палеолога. Како њено име није познато, у историјској науци назива се "Смилецином", односно супругом цара Смилеца. Смилецина је бранила престо и Јована од Смилецове браће Радослава и Војсила, који су побегли у Цариград и ступили у службу византијског цара Андроника. Суочени са инвазијом монголског кана Чаке, Смилецина и Јован склапају савез са кранским владарем Алдимиром, братем ранијег бугарског цара Ђорђа Тертера. Алдимир се оженио Марином, Смилецином ћерком, и добио од Смилецине деспотску титулу. Бугарска царица покушала је 1299. године неуспешно да склопи савез са српским краљем Милутином. Милутин се исте године оженио Андрониковом ћерком Симонидом. Пред монголским каном Чаком, Смилецина и Јован беже на Алдимиров двор у Кран. Одатле су, након склапања савеза између Алдимира и Теодора Светослава (1300) побегли у Цариград. Тамо је Јован провео остатак живота. У Византији је носио име "Јоанис Комнин Дука Анђео Врана Палеолог". Убрзо након досељавања у Цариград, Јован се замонашио под именом Јоасаф. Умро је пре 1330. године.